# Twisters – Die Nacht der Wirbelstürme
Twisters – Die Nacht der Wirbelstürme (engl. Originaltitel: Night of the Twisters) ist ein kanadisch-US-amerikanischer Katastrophenfilm aus dem Jahr 1996.

## Handlung
Eine Serie von Tornados verwüstet in einer einzigen Nacht die Kleinstadt Blainsworth. Der 15-jährige Dan macht sich zusammen mit einer Freundin auf die Suche nach seinen Eltern und seiner Großmutter. Obwohl er noch keine Fahrerlaubnis besitzt, entwendet er ein Auto und durchbricht eine Absperrung. Durch dieses Wagnis findet er seinen Stiefvater Jack eingeklemmt unter einem Wagen liegend. Auch seine Großmutter findet er und kann sie in Sicherheit bringen; sie wurde nur leicht verletzt. Jack hat sich den Arm ausgekugelt, blieb aber ansonsten unverletzt; Jack und Dan machen sich jetzt gemeinsam auf die Suche nach Dans Mutter. Diese sucht ebenfalls bereits nach ihren beiden Söhnen und ihrem Mann vor deren eingestürztem Haus. Schließlich findet sich die Familie an genau diesem Ort wohlbehalten wieder zusammen, als Jack mit dem Wagen zu dem Haus fährt.
Dan konnte seinen Stiefvater zuvor nicht ausstehen. Aber Jack hat jetzt nur lobende Worte für Dan und ist stolz auf ihn. Daraufhin versöhnen sich die beiden, und durch die überstandene Katastrophe wird die Familie jetzt noch enger zusammengeschweißt.
Schon am folgenden Tag beginnen die Einwohner, ihre Stadt wieder aufzubauen.

## Hintergrund
Der Film basiert auf einer wahren Begebenheit,
denn am 3. Juni 1980 wurde Grand Island in Nebraska von sieben Tornados heimgesucht.

## Kritik
„Das leidlich spannende Spektakel versuchte sich seinerzeit an den Erfolg von Jan de Bonts effektgeladenen Kinoknüller „Twister“ (1996) anzuhängen, wurde aber sofort vom Winde verweht. So lau wie ein Sturm im Wasserglas.“